# Гарвардский бомж (фильм)
«Гарвардский бомж», второе название «История жизни Лиз Мюррей» (англ. Homeless to Harvard: The Liz Murray Story) — американский фильм режиссёра Питера Ливайна. Премьера состоялась в США 7 апреля 2003 года.

## Сюжет
Фильм основан на реальных событиях. Рассказывает о девушке, которая воплотила в жизнь американскую мечту — добилась всего в жизни сама. Американская семья: отец, мать и две дочери. Отец — алкоголик и наркоман, мать — наркоманка. Две дочери, одна дружит с дедом и ходит в школу, а на долю второй постоянно выпадают испытания. В конце концов, одна дочь остаётся под опекой деда и после смерти матери живёт у него в квартире, а вторая остаётся на улице. Несмотря на то, что ей нечего есть, негде спать, она устраивается в школу и оканчивает её за два года вместо четырёх положенных. Ей дают грант на стипендию, и она поступает в Гарвард. С 2003 по 2006 годы она оставляет университет и заботится о своём больном отце. После смерти отца она возобновила своё образование и в июне 2009 г. становится дипломированным специалистом в области психологии. На основе её жизни в 2003 г. вышел фильм под названием «История жизни Лиз Мюррей», второе название «Гарвардский бомж». Сейчас она работает профессиональным спикером в Вашингтоне, пытаясь вдохновить людей преодолеть их собственные препятствия.

## В ролях
- Тора Бёрч — Лиз Мюррей
- Майкл Райли[англ.] — Питер
- Роберт Бокстейл[англ.] — Давид
- Макила Смит — Крис
- Келли Линч — Джин Мюррей
- Дженнифер Писана — молодая Лиз Мюррей
- Эйрон Тэйджер[англ.] — Попс
- Эллен Пейдж — молодая Лиза
- Марла МакЛин — Лиза
- Янтарный Годфри — 'Даун
- Симус Моррисон — Бобби
- Джон Фултон — старый ирландский полицейский
- Режан Курниер[англ.] — молодой ирландский полицейский
- Маурелиа Остин — мисс Ванда
- Сесил Райт[англ.] — мистер Маки

## Награды и номинации
- 2003 — премия Эмми
  - номинация: лучшей актрисе за ведущую роль в мини-сериале или фильме — Тора Берч
  - номинация: лучший фильм для телевидения
  - номинация: лучшая операторская работа для сериала или фильма — Анита Брандт-Бургун
- 2003 — премия объединения актёров США (англ. Casting Society of America) (премия Artios)
  - номинация — Лучший кастинг для телевидения фильм недели — Сьюзан Edelman
- 2004 — премия сообщества киноредакторов США
  - премирован — лучшая адаптация мини-сериала или фильма для коммерческого телевидения — Анита Брандт-Бургун